# Al-Idrisi
Abū Abd Allāh Muhammad al-Idrīsī (1100-1165 o 1166; en árabe: أبو عبد اللّه محمد الإدريسي), al-Idrisi o el-Edrisi Sebti (también conocido como el Árabe de Nubia), fue un cartógrafo, geógrafo y viajero. Nació en Ceuta en el Imperio almorávid del siglo XII, vivió y desarrolló la mayor parte de su obra en la corte normanda de Roger II de Sicilia, establecida en Palermo.

## Biografía
Nacido en Ceuta (en árabe مضيق جبل طارق, Mḍīq Ŷabal Ṭāriq), cuando este puerto del estrecho de Gibraltar pertenecía al Imperio almorávide, de familia noble de hammudíes de Málaga y el rey Idris II. Su familia abandonó Málaga al caer esta en manos del reino de Granada en 1057. Educado en Ceuta, se trasladó después a Córdoba, ciudad que describe con minuciosidad en su obra de geografía. En fecha indeterminada fue invitado por Roger II de Sicilia, rey normando establecido en la isla de Sicilia, para el que se supone que cartografió una esfera celeste y un disco representando el mundo conocido de su tiempo, ambas en plata. 
En 1154, al-Idrisi confeccionó un gran mapamundi orientado en sentido inverso al utilizado actualmente (el norte abajo y el sur arriba), conocido como la Tabula Rogeriana, acompañado por un libro, denominado Geografía. El rey siciliano dio a estas obras el nombre conjunto de Nuzhat al-Mushtak, aunque en la obra de al-Idrisi aparecen mencionadas como Kitab Ruyar ("El Libro de Roger"). 
Se le atribuye también la elaboración de una segunda edición ampliada, realizada en 1161, con el título de Los jardines de la humanidad y el entretenimiento del alma, pero todas sus copias se perdieron. Una versión abreviada de esta edición, llamada Jardín de los Gozos, aunque más conocida como Pequeño Idrisi, se publicó en 1192. Sin embargo, no se tienen pruebas fehacientes de su autoría. 
Además de estas dos obras geográficas, al-Idrisi redactó una enciclopedia de farmacología, llamada Kitāb al-ğāmi’ li-ṣifāt aštāt an-nabāt wa-ḍurūb anwā’ al-mufradāt ("Libro compendio de la descripción de diferentes plantas y las diversas especies de simples medicinales").
Fruto de su viaje por España fue la obra Descripcion de España de Xerif Aledris, conocido por el Nubiense, impresa en 1799.

## Libro de Roger

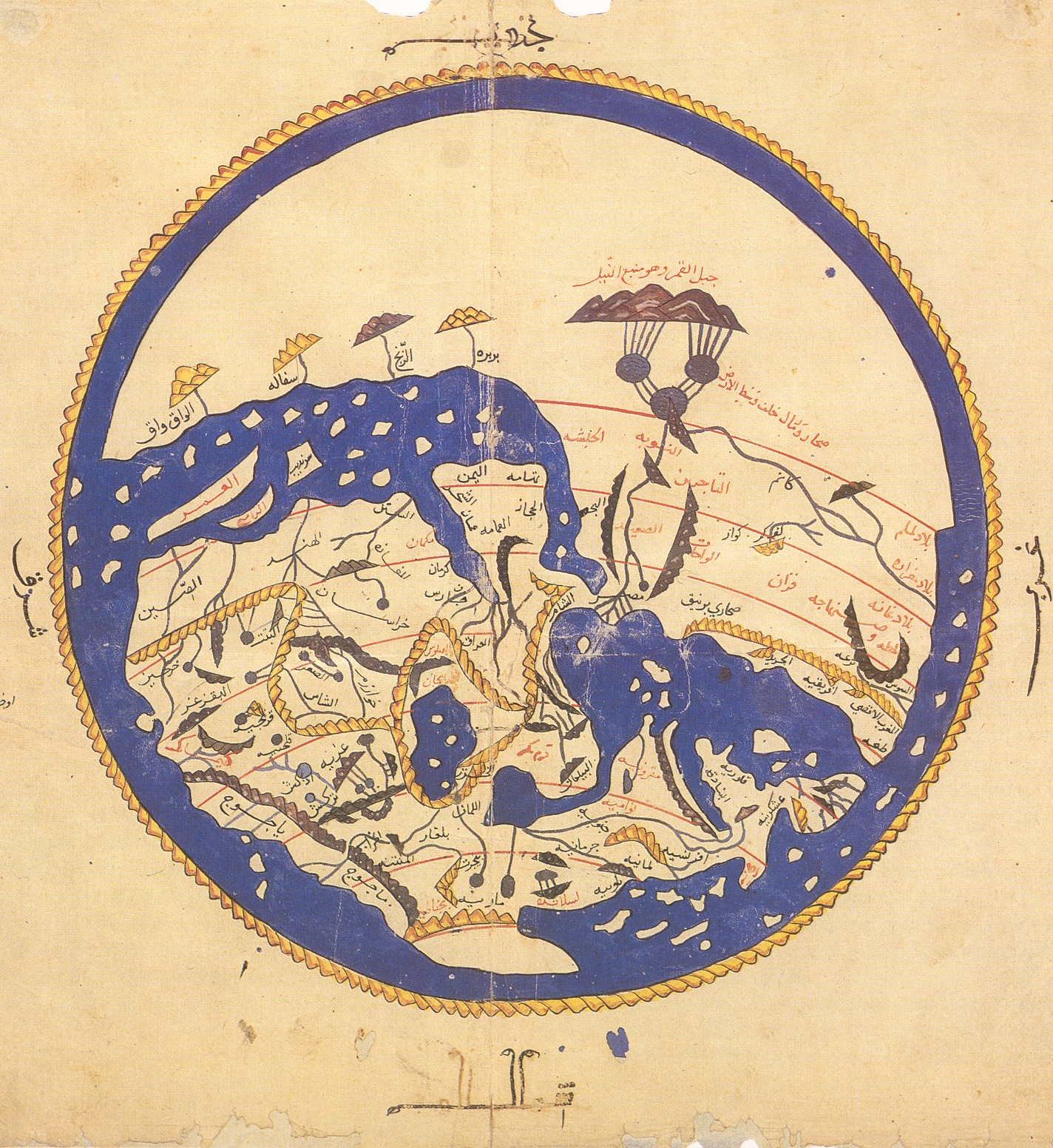
Mapamundi perteneciente a la Tabula Rogeriana. Nótese que el sur aparece en la parte superior del mapa.

El Libro de Roger o Kitab Ruyar, que muestra el mundo dividido en siete regiones climáticas, facilita las distancias entre las ciudades principales y describe las costumbres, las personas, productos y clima del mundo conocido. No es una fuente histórica perfecta, ya que al-Idrisi seguía la costumbre de aquella época y de siglos posteriores y se basó en otras fuentes. Por ejemplo, combinó la descripción de Polonia con la del territorio de la República Checa, como "un país rodeado por montañas".
La principal inspiración de al-Idrisi fueron dos geógrafos de la era preislámica: Paulo Orosio, un hispano cuya historia popular, escrita en el siglo V, incluía un volumen de geografía descriptiva, y Claudio Ptolomeo, el mayor de los geógrafos clásicos, cuya Geographia, escrita en el siglo II, se había perdido totalmente para Europa, pero se había conservado en el mundo musulmán en una traducción árabe. Luego se daría a conocer nuevamente tras la traducción al latín por Jacobus Angelus entre 1405 y 1410.
Su método de trabajo, aparte de la visita directa a los lugares descritos, fue tras el examen en detalle de la distribución geográfica de las obras reunidas por el rey de Sicilia. Esta isla del mar Mediterráneo central, enclave comercial por excelencia, constituía un excelente punto de partida para la investigación. Durante años cada vez que un buque atracaba en Palermo, Mesina, Catania o Siracusa se interrogaba a su tripulación y pasajeros acerca de los lugares que habían visitado: ¿Cuál es el clima del país, sus ríos y lagos, las montañas, las configuraciones de las zonas costeras y el suelo? ¿Cuál de sus carreteras, edificios, monumentos, los cultivos, la artesanía, las importaciones, las exportaciones y las maravillas? ¿Cuáles son, finalmente, su cultura, la religión, las costumbres y el idioma? Además de ello se enviaron expediciones científicas a las zonas en que se carecía de información.
Esta es la razón por la que la obra de Idrisi tiene varios fallos en cuestión de mediciones y distancias, cada viajero decía una cosa a Idrisi y por lo tanto la obra puede presentar desviaciones típicas de este momento histórico.

## Relevancia

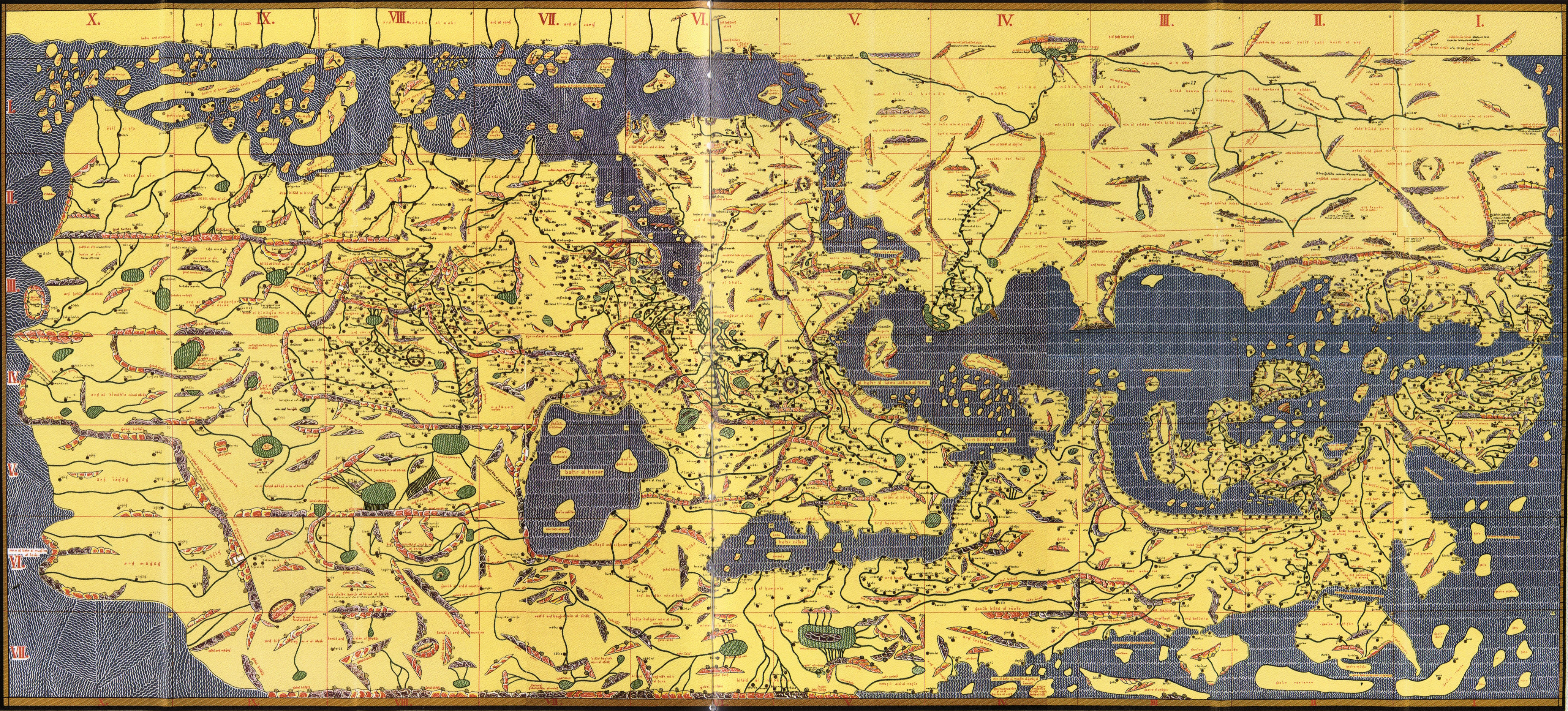
Mapamundi perteneciente a la Tabula Rogeriana

Se ha considerado a Al-Idrisi como uno de los más importantes geógrafos medievales, dada la cantidad de información geográfica recopilada. Así mismo, sostuvo la teoría de la esfericidad de la Tierra y, aunque sus mapas tenían forma circular, explicaba que el disco solo simbolizaba la forma del mundo: "La tierra es redonda como una esfera, y las aguas se adhieren a ella y se mantienen en ella a través de un equilibrio natural que no sufre variación". No fue el único sabio medieval, documentándose la tesis de la esfericidad de la Tierra ya desde el siglo V a. C. (contrariamente a la leyenda de que hasta Colón todo el mundo creía que la Tierra era plana).
Su relato de la travesía de la Maghrurin u "Hombres engañados" de Lisboa en el Atlántico (un viaje en el que probablemente visitaron Madeira y Canarias) influyó probablemente en las travesías posteriores de españoles y portugueses hacia América y alrededor de África, respectivamente.[cita requerida] No obstante, Al-Idrisi compartía el temor de sus contemporáneos hacia el océano Atlántico como oscuro, frío e interminable, idea sugerida ya por Eratóstenes, a partir de un cálculo aproximado de la distancia a Asia por el oeste.
En la España del siglo XVI, el Nuzhat al-Mushtak fue la obra preferida para aprender árabe tanto por los moriscos como por los monjes cristianos. Esto contribuyó a acrecentar su popularidad.
La figura de Idrisi, ha pasado desapercibida en "popularidad". Esto se debe a que para los musulmanes de aquella época, consideraron a Idrisi como un traidor, por ponerse a servicio de un rey cristiano como era Roger II, fue por esa razón por la que se intentó silenciar el nombre de Idrisi. Además en 1160 los barones sicilianos asaltaron el castillo de Sicilia, y saquearon las estancias de este produciéndose un incendio, en el que se cree que pudieron quemarse obras y datos de la vida de Idrisi

## Muerte de Al-Idrisi
No existe constancia acerca del lugar de su muerte. Podría ocurrir tanto en Ceuta como en algún lugar de Sicilia. En 1138, Al-Idrisi había sido invitado por Roger II a Palermo porque allí estaría a salvo de los "reyes musulmanes", celosos de la procedencia de Al-Idrisi, perteneciente a la "casa del Califato" según una expresión atribuida al propio Roger II de Sicilia. Existe cierto consenso entre los investigadores respecto a que permaneció en Sicilia hasta el fallecimiento de Roger II en 1154 y es probable que permaneciera allí hasta su propia muerte. Otras fuentes indican que retornó a Ceuta, debido a los disturbios antimusulmanes de Palermo de 1161. Donde permaneció hasta su muerte en 1165. Aunque algunos autores dudan de esta afirmación, ya que Imad ad-Din al-Isfahani, en su biografía dijo que Idrisi había muerto en 1176.

## Iconografía de Al-Idrissi
- Lo más destacable en el estudio iconográfico sobre Muhammad Al-Idrisi, en territorio español, es una estatua ubicada en su ciudad natal de Ceuta, dicha estatua está sosteniendo su obra.

- Otras menciones destacables en su imagen iconográfica, es su papel en diferentes formas de ocio, como personaje del libro de Tariq Ali “Un sultán en Palermo” o en otras novelas como en “El mapa de sal y estrellas” de Zeyn Joukhadar, incluso la figura de este personaje ha aparecido en la ópera King Roger a manos de Karol Szymanowski.

- El popular sistema IDRISI GIS, desarrollado por la Universidad de Clark, lleva el nombre de Muhammad al-Idrisi, este software sirve para la detección remota y para el análisis y la visualización de información geoespacial digital.

- En 2010, el Gobierno de la República de Mauricio dio a conocer un planisferio de al-Idrisi en Travellers's Lane, iniciado por el semiólogo Khal Torabully, en el Jardín de la Compagnie, Port Louis, para rendir homenaje al trabajo de este geógrafo.